# Kulin György által felfedezett égitestek listája

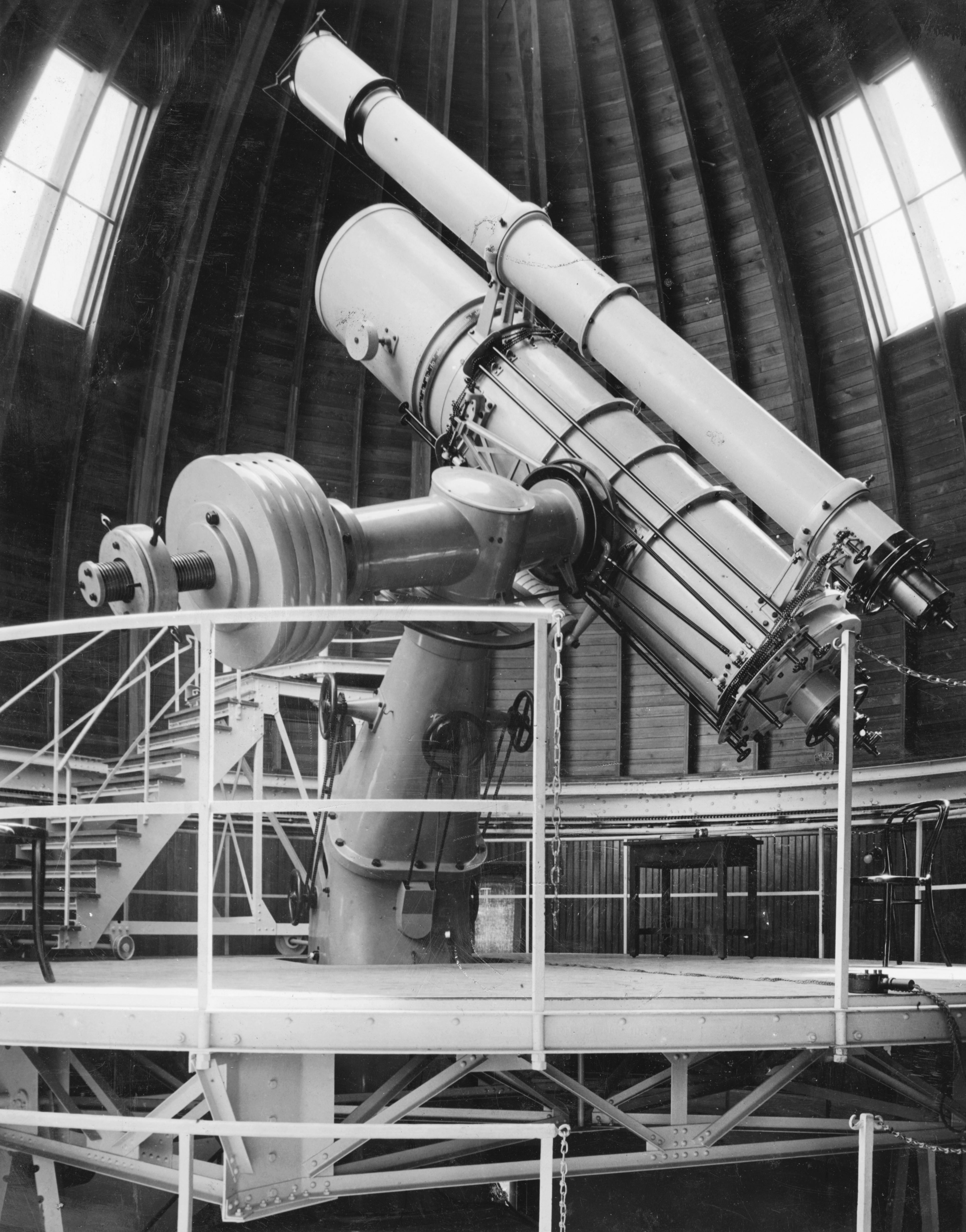
A Svábhegyi Asztrofizikai Obszervatórium Heyde-Zeiss gyártmányú főműszere

Kulin György 1935 és 1947 között volt a budapesti Svábhegyi Csillagvizsgáló munkatársa. 1936 elején bízták meg kisbolygók követésével, ekkor kezdett el dolgozni az intézet főműszerével, a Heyde-Zeiss gyártmányú, 60 cm átmérőjű és 3,6 m gyújtótávolságú tükörrel felszerelt távcsővel. Észlelési munkáját a II. világháború előrehaladtáig, illetve látása megromlásáig végezte. A beszámolók szerint 1936 és 1943 között 2229 felvételt készített kisbolygók figyelése céljából.
Ezalatt összesen 84 kisbolygót fedezett fel, és egy üstököst. Néhányról később kiderült, hogy mások már korábban felfedezték, vagy nem tudott elegendő észlelést és adatot gyűjteni ahhoz, hogy a következő években is megtalálhatóak legyenek. Végül a Nemzetközi Csillagászati Unió Kisbolygó Központja (Minor Planet Center, Cambridge, USA) 21 kisbolygó felfedezőjeként ismeri el Kulin Györgyöt. Tizenhárom azoknak a száma, melyeket ő keresztelhetett el (az általa kiszámított pályák jónak bizonyultak, vagyis a későbbi megjelenéskor azonosítani lehetett az objektumokat). Ezek többségében magyar vonatkozású nevek: Salonta, Pannonia, Konkolya, Hunnia, Mátra, Detre, Izsák, Gothard, Ortutay, Róka stb.
|     | Név               | Felfedezésekor kapott sorszám | Felfedezésének ideje |
| --- | ----------------- | ----------------------------- | -------------------- |
| 01. | 1436 Salonta      | 1936 YA                       | 1936. december 11.   |
| 02. | 1441 Bolyai       | 1937 WA                       | 1937. november 26.   |
| 03. | 1442 Corvina      | 1937 YF                       | 1937. december 29.   |
| 04. | 1444 Pannonia     | 1938 AE                       | 1938. január 6.      |
| 05. | 1445 Konkolya     | 1938 AF                       | 1938. január 6.      |
| 06. | 1452 Hunnia       | 1938 DZ1                      | 1938. február 26.    |
| 07. | 1489 Attila       | 1939 GC                       | 1939. április 12.    |
| 08. | 1513 Mátra        | 1940 EB                       | 1940. március 10.    |
| 09. | 1538 Detre        | 1940 RF                       | 1940. szeptember 8.  |
| 10. | 1546 Izsák        | 1941 SG1                      | 1941. szeptember 28. |
| 11. | 1710 Gothard      | 1941 UF                       | 1941. október 20.    |
| 12. | 2043 Ortutay      | 1936 TH                       | 1936. november 12.   |
| 13. | 2058 Róka         | 1938 BH                       | 1938. január 22.     |
| 14. | 2242 Balaton      | 1936 TG                       | 1936. október 13.    |
| 15. | 2712 Keaton       | 1937 YD                       | 1937. december 29.   |
| 16. | 2738 Viracocha    | 1940 EC                       | 1940. március 12.    |
| 17. | 3019 Kulin        | 1940 AC                       | 1940. január 7.      |
| 18. | 3380 Awaji        | 1940 EF                       | 1940. március 15.    |
| 19. | 3427 Szentmártoni | 1938 AD                       | 1938. január 6.      |
| 20. | 7317 Cabot        | 1940 ED                       | 1940. március 12.    |
| 21. | (10258) 1940 AB   | 1940 AB                       | 1940. január 6.      |

|     | Név                              | Felfedezésekor kapott sorszám | Felfedezésének ideje |
| --- | -------------------------------- | ----------------------------- | -------------------- |
| 91. | Whipple–Bernasconi–Kulin-üstökös | 1942a                         | 1942. február 12.    |